# Thomas Ewing, Jr.

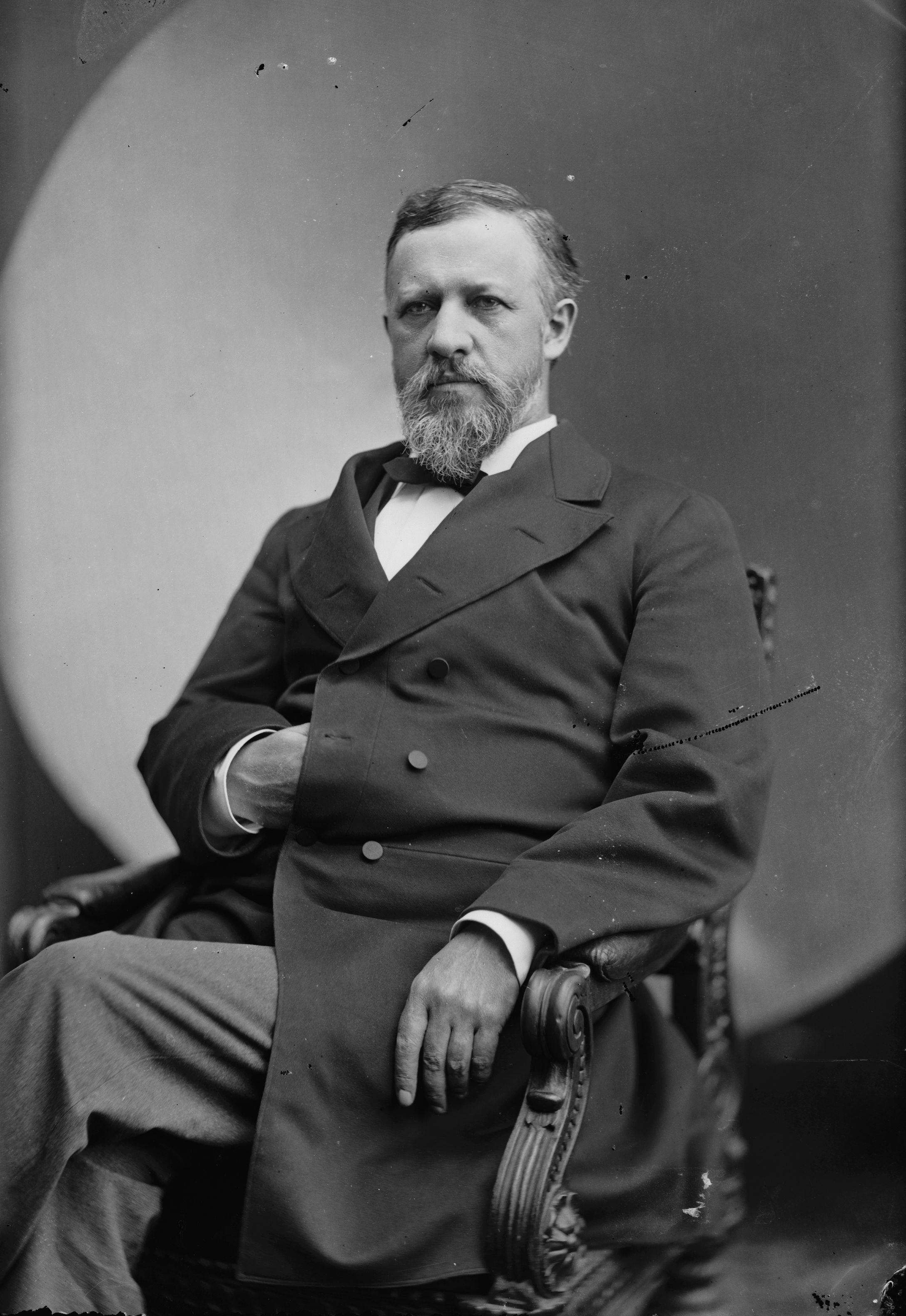
Thomas Ewing Jr.

Thomas Ewing, Jr. (* 7. August 1829 in Lancaster, Ohio; † 21. Januar 1896 in New York City) war ein US-amerikanischer Politiker. Zwischen 1877 und 1881 vertrat er den Bundesstaat Ohio im US-Repräsentantenhaus.

## Werdegang

### Leben bis zum Bürgerkrieg
Thomas Ewing Jr. war der Sohn von Thomas Ewing (1789–1871), der den Staat Ohio in beiden Kammern des Kongresses vertrat und sowohl Finanz- als auch Innenminister der Vereinigten Staaten war. Er war außerdem der Schwager von General William T. Sherman; seine Brüder Charles und Hugh dienten während des Bürgerkrieges als Generäle im Heer der Union.
Er begann ein Studium an der Brown University in Providence (Rhode Island). In den Jahren 1849 und 1850 fungierte er als Privatsekretär von US-Präsident Zachary Taylor. Zur gleichen Zeit war sein Vater als Innenminister Mitglied in dessen Kabinett. Im Jahr 1854 beendete er sein Studium an der Brown University. Nach einem Jurastudium und seiner 1855 erfolgten Zulassung als Rechtsanwalt begann er in Cincinnati in diesem Beruf zu arbeiten. Im Jahr 1856 zog er nach Leavenworth im Kansas-Territorium, wo er sich für einen Beitritt des Gebiets zur Union als sklavenfreier Staat einsetzte. 1858 war er Delegierter auf der Leavenworth Constitutional Convention.
Ewing stieg damals auch in das Eisenbahngeschäft ein und unterstützte Pläne für eine transkontinentale Eisenbahnverbindung. Im Frühjahr 1861 gehörte er einer Verhandlungskommission an, die in der Bundeshauptstadt Washington erfolglos den Ausbruch des  Bürgerkrieges zu verhindern suchte. In den Jahren 1861 und 1862 war er erster Chief Justice (Oberster Richter) des neuen Staates Kansas.

### Bürgerkrieg
Während des Bürgerkrieges diente er wie seine beiden erwähnten Brüder im Heer der Union. Dabei wurde er Brigadegeneral und Brevet-Generalmajor.
Sein Regiment kämpfte in James G. Blunts Division in den Schlachten von Old Fort Wayne (im Delaware County, Oklahoma), Cane Hill und Prairie Grove.
Ewing war verantwortlich für die General Order No. 11, die als Reaktion auf William Quantrills Attacke auf Lawrence, Kansas erlassen wurde. Dort waren 150 Zivilisten ermordet worden. Der Befehl ordnete an, Sympathisanten der Südstaaten zu vertreiben.
Im September und Oktober 1864 verteidigte er Missouri gegen die Invasion Sterling Price’
in der Schlacht von Fort Davidson bei Pilot Knob, Missouri.

### Nach dem Krieg
Zwischen 1865 und 1871 praktizierte er in der Bundeshauptstadt Washington, D.C. als Rechtsanwalt. Er war auch juristischer Vertreter von Samuel Arnold und Edmund Spangler, die wegen ihrer Beteiligung am Attentat auf Präsident Abraham Lincoln angeklagt waren und zu Gefängnisstrafen verurteilt wurden. Er war auch maßgeblich am Scheitern des Amtsenthebungsverfahrens gegen Präsident Andrew Johnson beteiligt, indem er US-Senator Edmund Gibson Ross überzeugte, nicht gegen den Präsidenten zu stimmen. Johnson seinerseits bot Ewing den Posten des Kriegsministers an, den dieser aber ablehnte.
Nach 1871 zog Thomas Ewing nach Lancaster in Ohio, wo er als Anwalt praktizierte, aber auch in verschiedenen anderen Geschäftsbereichen wie dem Eisenbahnwesen und dem Telegraphendienst tätig wurde. In den Jahren 1873 und 1874 war er Delegierter auf einem Verfassungskonvent seines Staates. Bei den Kongresswahlen des Jahres 1876 wurde Ewing als Kandidat der Demokratischen Partei im zwölften Wahlbezirk von Ohio in das US-Repräsentantenhaus in Washington gewählt, wo er am 4. März 1877 die Nachfolge von Ansel T. Walling antrat. Nach einer Wiederwahl konnte er bis zum 3. März 1881 zwei Legislaturperioden im Kongress absolvieren. Seit 1879 vertrat er dort als Nachfolger des Republikaners Charles Foster den zehnten Distrikt seines Staates. 1880 verzichtete er auf eine weitere Kandidatur. Im Jahr zuvor war er mit einer Kandidatur für das Amt des Gouverneurs von Ohio an Charles Foster gescheitert.
Nach dem Ende seiner Zeit im US-Repräsentantenhaus zog Thomas Ewing nach New York City, wo er sich wieder als Rechtsanwalt betätigte. Dort ist er am 21. Januar 1896 auch verstorben. Er liegt auf dem Oakland Cemetery in Yonkers im US-Bundesstaat New York begraben.